# 沃伦疏林州立公园
沃伦疏林州立公园（英語：Warren Woods State Park）是美国密歇根州贝林县占地311英亩（1.26平方公里）的自然保护区和公共娱乐区，靠近三橡树镇。州立公园由私人所有者租借给密歇根州。

## 历史
这片树林以爱德华·柯克·沃伦（1847－1919）的名字命名，他是“羽骨”胸衣的发明者（这种胸衣用火鸡骨头代替了鲸骨胸衣，并使他致富）。从1879年开始，沃伦买下了150英亩（0.61平方公里）的森林和250英亩（1.0平方公里）的沙丘作为保护区。

## 自然特征
该公园是密歇根州最后一个顶级山毛榉枫森林所在地，占地200英亩（0.81平方公里）。原始北美水青冈和糖枫森林标本高125英尺（38米），周长直径大于5英尺（1.5米）。公园内的其余区域包括河漫滩橡树山核桃林。由于树木的大小和年龄，以及生态系统的稀有性，自1967年以来，该地区就被指定为国家自然地标。许多山毛榉的光滑、薄、银灰色树皮上都有大量手工雕刻的伤痕，其中有些已经有数十年的历史了。 但是近年来这种做法似乎已不受欢迎。

## 活动和设施
该公园设施很少，由附近的沃伦沙丘州立公园管理。大多数游客都是沿着小径徒步3.5英里（5.6公里）到这里，这些小径从沃伦疏林路的北边界一直延伸到从榆树谷路南边界进入的停车场。在公园的中央，小径在人行桥上穿过加林河，那里有一个解说站。公园内有42英亩（17公顷）的沃伦疏林生态野外站（Warren Woods Ecological Field Station），由芝加哥大学拥有和运营。观鸟者认为公园是一个特别好的地方，可以看到北美黑啄木鸟，其他游客来野餐。该公园是生态研究的主题，因为它与附近沃伦沙丘州立公园保护的生态系统相结合，完成了一个生态系列群落的发展。